# Tamarine Tanasugarn
Tamarine Tanasugarn (Thai: แทมมารีน ธนสุกาญจน์ Los Angeles, 24 de Maio de 1977) é uma tenista profissional tailandesa. 
Ela é considerada a maior jogadora tailandesa de todos os tempos, Tamarine possui 3 títulos de simples na WTA e 6 em duplas, alem de representar a Tailândia na Fed Cup, e disputou as olimpíadas de Atlanta, Sydney, Atenas e Pequim. Em simples, chegou em 2002 na 19° colocação, em duplas 15° em 2004.
Anunciou aposentadoria em 2016, tendo jogado pela última vez em 2015. Porém, retornou ao circuito em 2018, no ITF de Hua Hin, em dezembro.

## WTA finais

### Simples: 11 (4–7)
| Campeã – Legenda (pre/pos 2010)              |
| -------------------------------------------- |
| Grand Slam (0–0)                             |
| WTA Tour (0–0)                               |
| Tier I / Premier Mandatory & Premier 5 (0–0) |
| Tier II / Premier (0–0)                      |
| Tier III, IV & V / International (4–7)       |

| Posição | N.  | Data              | Torneio                                                              | Piso  | Oponente          | Placar             |
| ------- | --- | ----------------- | -------------------------------------------------------------------- | ----- | ----------------- | ------------------ |
| Vice    | 1.  | 18 Novembro 1996  | Pattaya Women's Open, Pattaya, Tailândia                             | Duro  | Ruxandra Dragomir | 6–7(4–7), 4–6      |
| Vice    | 2.  | 12 Junho 2000     | DFS Classic, Birmingham, Reino Unido                                 | Grama | Lisa Raymond      | 2–6, 7–6(9–7), 4–6 |
| Vice    | 3.  | 1 Outubro 2001    | Japan Open Tennis Championships, Toquio, Japão                       | Duro  | Monica Seles      | 3–6, 2–6           |
| Vice    | 4.  | 7 Janeiro 2002    | Richard Luton Properties Canberra International, Canberra, Austrália | Duro  | Anna Smashnova    | 5–7, 6–7(2–7)      |
| Vice    | 5.  | 11 Fevereiro 2002 | Qatar Total Open, Doha, Qatar                                        | Duro  | Monica Seles      | 6–7(6–8), 3–6      |
| Campeã  | 6.  | 9 Fevereiro 2003  | AP Tourism Hyderabad Open, Hyderabad, Índia                          | Duro  | Iroda Tulyaganova | 6–4, 6–4           |
| Vice    | 7.  | 9 Outubro 2006    | PTT Bangkok Open, Bangkok, Tailândia                                 | Duro  | Vania King        | 6–2, 4–6, 4–6      |
| Campeã  | 8.  | 21 Junho 2008     | Ordina Open, 's-Hertogenbosch, Holanda                               | Grama | Dinara Safina     | 7–5, 6–3           |
| Campeã  | 9.  | 20 Junho 2009     | Ordina Open, 's-Hertogenbosch, Holanda                               | Grama | Yanina Wickmayer  | 6–3, 7–5           |
| Vice    | 10. | 14 Fevereiro 2010 | PTT Pattaya Open, Pattaya, Tailândia                                 | Duro  | Vera Zvonareva    | 4–6, 4–6           |
| Campeã  | 11. | 17 Outubro 2010   | HP Open, Osaka, Japan                                                | Duro  | Kimiko Date-Krumm | 7–5, 6–7(4–7), 6–1 |

### Duplas: 16 (8–8)
| Campeã – Legenda (pre/pos 2010)              |
| -------------------------------------------- |
| Grand Slam (0)                               |
| WTA Tour (0)                                 |
| Tier I / Premier Mandatory & Premier 5 (0/1) |
| Tier II / Premier (0/2)                      |
| Tier III, IV & V / International (8/5)       |

| Posição | N. | Data              | Torneio                                                                       | Piso     | Parceira           | Oponentes                             | Placar           |
| Campeã  | 1. | 11 Janeiro 1998   | ASB Classic, Auckland, Nova Zelândia                                          | Duro     | Nana Miyagi        | Julie Halard-Decugis Janette Husárová | 6–4, 7–5         |
| Vice    | 1. | 16 Agosto 1998    | LA Women's Tennis Championships, Los Angeles, EUA                             | Duro     | Elena Tatarkova    | Martina Hingis Natasha Zvereva        | 6–4, 6–2         |
| Vice    | 2. | 27 Fevereiro 2000 | Regions Morgan Keegan Championships and the Cellular South Cup, Oklahoma, EUA | Duro     | Elena Tatarkova    | Kimberly Po-Messerli Corina Morariu   | 6–4, 4–6, 6–2    |
| Campeã  | 2. | 22 Outubro 2000   | China Open, Shanghai, China                                                   | Duro     | Lilia Osterloh     | Rita Grande Meghann Shaughnessy       | 7–5, 6–1         |
| Campeã  | 3. | 24 Setembro 2001  | Commonwealth Bank Tennis Classic, Bali, Indonésia                             | Duro     | Evie Dominikovic   | Janet Lee Wynne Prakusya              | 7–6(1), 6–4      |
| Vice    | 3. | 14 Outubro 2001   | China Open, Shanghai, China                                                   | Duro     | Evie Dominikovic   | Lenka Němečková Liezel Huber          | 6–0, 7–5         |
| Vice    | 4. | 21 Setembro 2003  | China Open, Shanghai, China                                                   | Duro     | Ai Sugiyama        | Émilie Loit Nicole Pratt              | 6–3, 6–3         |
| Campeã  | 4. | 5 Outubro 2003    | Japan Open Tennis Championships, Toquio, Japão                                | Duro     | Maria Sharapova    | Ansley Cargill Ashley Harkleroad      | 7–6(1), 6–0      |
| Campeã  | 5. | 26 Outubro 2003   | Fortis Championships Luxembourg, Luxemburgo                                   | Duro (i) | Maria Sharapova    | Elena Tatarkova Marlene Weingärtner   | 6–1, 6–4         |
| Vice    | 5. | 8 Agosto 2004     | Rogers Cup, Montreal, Canadá                                                  | Duro     | Liezel Huber       | Ai Sugiyama Shinobu Asagoe            | 6–0, 6–3         |
| Vice    | 6. | 2 Novembro 2008   | Bell Challenge, Quebec City, Canadá                                           | Duro (i) | Jill Craybas       | Anna-Lena Grönefeld Vania King        | 7–6(3), 6–4      |
| Campeã  | 6. | 15 Fevereiro 2009 | Pattaya Women's Open, Pattaya City, Tailândia                                 | Duro     | Yaroslava Shvedova | Yulia Beygelzimer Vitalia Diatchenko  | 6–3, 6–2         |
| Campeã  | 7. | 14 Fevereiro 2010 | PTT Pattaya Open, Pattaya, Tailândia                                          | Duro     | Marina Erakovic    | Anna Chakvetadze Ksenia Pervak        | 7–5, 6–1         |
| Campeã  | 8. | 22 Setembro 2012  | Guangzhou International Women's Open, Guangzhou, China                        | Duro     | Zhang Shuai        | Jarmila Gajdošová Monica Niculescu    | 2–6, 6–2, [10–8] |
| Vice    | 7. | 7 Abril 2013      | Monterrey Open, Monterrey, México                                             | Duro     | Eva Birnerová      | Tímea Babos Kimiko Date-Krumm         | 6–1, 6–4         |
| Vice    | 8. | 15 Fevereiro 2015 | PTT Thailand Open, Pattaya, Tailândia                                         | Duro     | Shuko Aoyama       | Chan Hao-ching Chan Yung-jan          | 6–2, 4–6, [3–10] |

## Ligações Externas
- Perfil na WTA